# Aniela Zakrzewska
Aniela Zakrzewska (ur. 28 maja 1925 w Zakrzewskiej Osadzie) – polska nauczycielka, poseł na Sejm PRL V kadencji.

## Życiorys
Uzyskała wykształcenie wyższe niepełne, z zawodu nauczycielka. Była kierownikiem szkoły podstawowej w Bońkowie Kościelnym. W 1969 uzyskała mandat posła na Sejm PRL w okręgu Ciechanów z ramienia Zjednoczonego Stronnictwa Ludowego, zasiadała w Komisji Oświaty i Nauki.

## Odznaczenia
- Odznaka 1000-lecia Państwa Polskiego
- Złota Odznaka „Za zasługi dla województwa warszawskiego”